# Yams

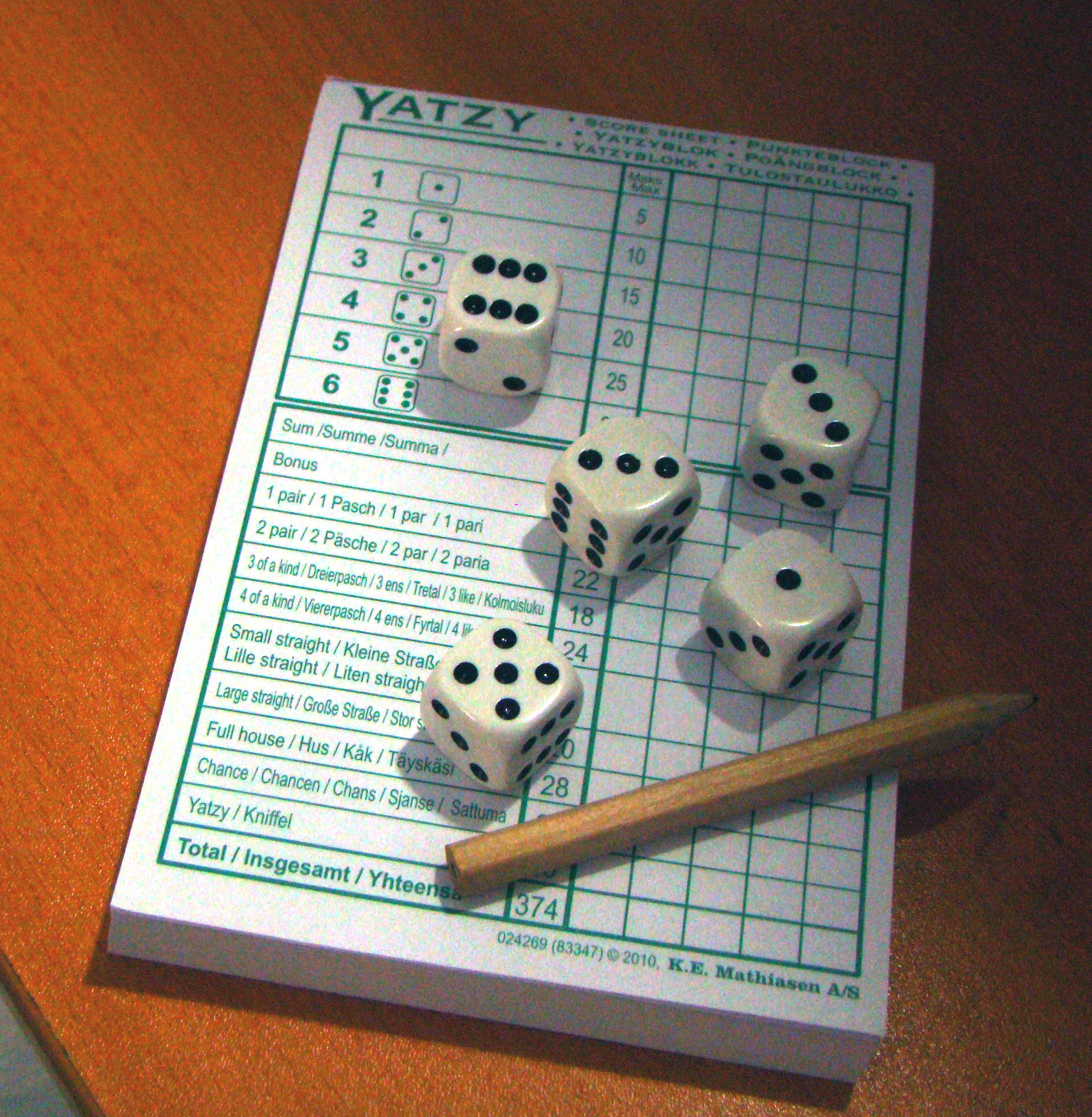
Fișă cu tabel și cinci zaruri

Yams sau Iams este un joc de zaruri creat de Milton Bradley. Ideea provine din jocuri anterioare precum Yacht și Generala. În joc sunt folosite câte cinci zaruri, urmărind completarea unui tabel prestabilit, scopul fiind de a avea un punctaj cât mai mare. Yams este un joc de societate caracterizat de noroc, strategie, probabilitate, atenție distributivă.